# Ernest Shand

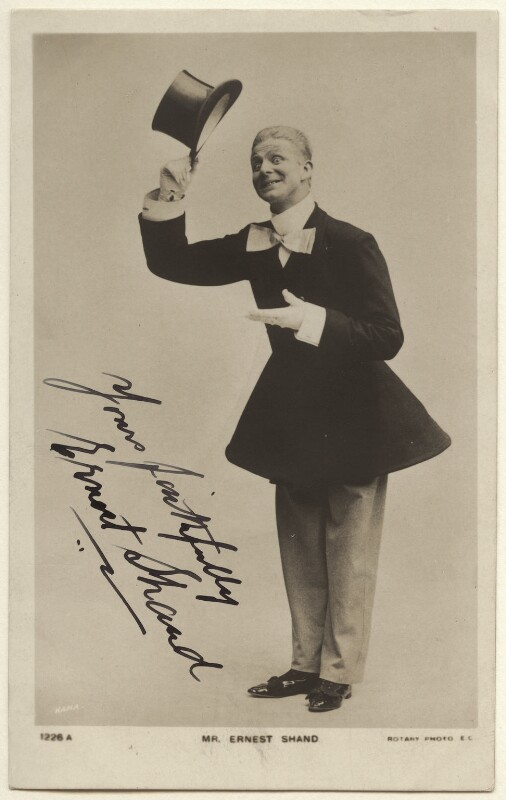
Ernest Shand, ca. 1899

Ernest Shand (eigentlich Ernest William Watson; * 31. Januar 1868 in Kingston upon Hull, Yorkshire; † 29. November 1924 in Birmingham) war ein englischer Gitarrist, Komponist und Schauspieler.

## Leben
Ernest William wurde als zweiter Sohn von Jane und William Tindill Watson im Stadtteil Sculcoates geboren. Sein Vater war Fotograf und Amateurmusiker auf der Violine und Gitarre, die Mutter war als Klavierlehrerin tätig. Sein älterer Bruder wanderte 1902 nach Australien aus und arbeitete unter dem Namen Sidney Stirling als Autor und Schauspieler. Ernest William erhielt bereits als Schuljunge Unterricht von den Eltern und sang als Solist im Kirchenchor. Nach dem Schulabschluss 1886 erhielt er eine Rolle als Schauspieler, begann mit dem Gitarrenunterricht und nahm den Namen Shand an.
1888 traf er Catharina Josepha Pratten, die unter dem Namen Madame Sidney Pratten als Gitarristin erfolgreich war. Auf seine Bitte erteilte sie ihm bis zu ihrem Tod 1895 Unterricht, auch wenn sie der Meinung war, ihm nichts mehr beibringen zu können. Pratten veröffentlichte auch Shand's erste Komposition, „Premier Air Varié“ (op. 31).
1890 heiratete Shand die Balletttänzerin und Schauspielerin Louisa Nellie Smith, aus der Ehe gingen vier Kinder hervor (Phyllis Catherina, * 6. Dezember 1894; John, * 30. Januar 1901; Kenneth, * Dezember 1901 und Eileen, * 5. Dezember 1910). Die Jahre 1893 bis 1896 trugen besonders zu Shands Reputation bei. Er musizierte in verschiedenen Orten in England, sein Spiel wurde in eine Reihe mit dem Wunderkind Giulio Regondi gestellt. 1895 wurde Shand in das Board of Examiners der Londoner Guild of Violinists berufen, Anfang 1896 in deren Senate. Von September 1895 bis Oktober 1896 arbeitete Shand an seinem Lehrwerk Improved Method for the Guitar (op. 100), das 1898 in einer zweiten Auflage erschien. Ebenfalls 1896 erschien mit dem Premier Concert pour Guitare et Quatuor ou Guitare et Piano (op. 48) das erste Gitarrenkonzert eines britischen Komponisten (das nach Shand selbst erst wieder 1947 von Julian Bream aufgeführt wurde). 1897 besuchte Shand, nach nur wenigen Konzerten in London, Australien.
Das Jahr 1899 brachte wieder zahlreiche Auftritte in London, danach musste er sich mangels Auftrittgelegenheiten auf die Komposition konzentrieren. Er wurde zwar zu Auftritten im Theater eingeladen, die er aber mit Verweis auf die unpassende Örtlichkeit und den dort herrschenden Lärm ablehnte. Seine letzte Komposition, Introduction et Chanson, wurde 1911 veröffentlicht.
Während des Krieges sang Shand in Nottingham vor einem Auftritt ein patriotisches Lied, von dem sich „ein Russe“ angegriffen fühlte. Er attackierte Shand am folgenden Montag in seiner Garderobe und schrieb danach weiter Drohbriefe. Shand erkrankte schwer und zog sich aus dem künstlerischen Leben zurück. 1918 zog er nach Birmingham, wo er 1924 an Herzschwäche starb.

## Rezeption
Der gitarristische Erfolg Shands wird unterschiedlich eingeschätzt. Scott Pauley bezeichnet ihn als erfolgreichen Interpreten, Komponisten und Pädagogen und stellt ihn in eine Linie mit Giulio Regondi. Auch eine zeitgenössische Rezension im Newcastle Evening Chronicle vom 3. März 1893 stellt Shand in eine Reihe mit Regondi: „Shand is a consumate artist on the guitar. Since the days of Regondi few have done such wonders with that difficult yet delicious instrument as achieved by Shand.“
Auch Stewart Button bewertet Shand als „exzellenten Komponisten“ und „führenden Gitarristen seiner Zeit“ und verweist darauf, dass Shand eine zentrale Rolle darin zukam, den Niedergang der Gitarre in England aufzuhalten.
James Westbrook weist hingegen darauf hin, dass Pratten und Shand in England Mühe hatten, Schüler zu finden, während in Spanien Gitarristen wie Julián Arcas und Francisco Tárrega Zugang zu den oberen Schichten erhielten.

## Werk
Shand komponierte rund 45 Solostücke und Lieder für Gitarre sowie vier Kammermusikstücke für Gitarre oder Mandoline. Außerdem legte er ein Lehrwerk unter dem Titel Improved Method for the Guitar (Bournemouth: Barnes & Mullins, 1896) vor.

## Aufnahmen
- Alberto La Rocca: Ernest Shand - Guitar Music. Brilliant Classics 96435, 2021 (auf einer zehnsaitigen Gitarre)[7]